# Катафракт
Катафракт е воин от тежката конница, ударната част на партската, персийската и други антични войски. В сирийския си превод („казанджии“), катафрактите стават известни и на римляните – clibanarius (казанджия).
Думата „катафракт“ произлиза от гръцки: κατάφρακτος Kataphraktos (множествено число: κατάφρακτοι Kataphraktoi), което буквално означава „брониран“ или „напълно затворен“. Исторически, катафрактът е бил много тежко брониран конник. Ездачът обичайно е снаряжен също така с висок, островърх шлем, дълго тежко копие (контос) и дълъг меч. Броня имали както ездачът, така и конят.
По-късно (основно през късната античност) и римската армия използва катафракти. В средновековния римски период, най-известни са катафрактите на Никифор II Фока. Тези скъпоструващи „бойни единици“ през средата и втората половина на X в. били не повече от 500 души. Никифор Фока всячески насърчавал развитието на този род войска, но катафрактите по време на неговото управление надали са достигнали до повече от 1000 души. Алексий I Комнин също много ценял катафрактите, които използвал винаги във войните си срещу селджуци, нормани и печенези.
Катафрактите са служили или като елитна кавалерия, или с цел нападение, предимно с цел мощен пробив срещу пехотни формирования. Хрониките на много историци от древните дни на античността до Късното средновековие дават основание да се смята, че те са повлияли по-късните европейски рицари чрез контакта с Византийската империя.
Народите и държавите, които в определен момент в историята си разполагат с катафракти, включват: скитите, сарматите, аланите, парфяните, ахеменидите, саките, арменците, селевкидите, пергамените, кралството на Понт, гръко-бактрийското царство, сасанидите, римляните, готите и византийците в Европа и монголите, китайците и корейците в Източна Азия.
В Европа модата на силно бронираната римска кавалерия изглежда е била отговор на източните кампании на партите и сасанидите в Мала Азия, както и на многобройни поражения от ирански катафракти в степите на Евразия, най-забележителната от които е битката за Карха. Традиционно римската кавалерия не била нито силно бронирана, нито решаваща в римското военно дело; римският кавалерийски корпус традиционно е съставен главно от леко бронирани конници, които носят копия и мечове, за да преследват изостаналите и разбити вече враговете. В края на 3-ти и 4 век в късната римска армия се възприема по-тежко снаряжение за някои конници и използването на кавалерийски формации. Император Галиен (253 – 268 г.) и неговият предполагаем узурпатор Ауреолус носят голяма част от заслугата за въвеждането на римски катафракционни контингенти в късната римска армия (това все още се оспорва от някои историци).

## Етимология
Генезисът на термина е несъмнено гръцки. Kataphraktos (Κατάφρακτος, или различни транслитерации като Cataphraktos, Cataphractos, или Katafraktos) се състои от гръцки думи, κατά, предлог и φρακτός, „покрити, защитени“, което се тълкува по линиите на „напълно бронирани“ или „затворен от всички страни“. Терминът първоначално се появява по същество на латински, в писанията на Sisennus: ... loricatos, quos cataphractos vocant ..., което означава „... бронирани, които те наричат cataphract ...“.
Изглежда има известно объркване по отношение на термина в края на римския период, тъй като бронирани кавалеристи от всякакъв вид, които по традиция се наричат Equites (буквално: „конници“) в републиканския период, по-късно стават изключително обозначени като „катафракти“. Вегетус, писл през четвърти век, описва доспехите от всякакъв вид като „катафракти“ – които по време на писането са били или lorica segmentata, или lorica hamata. Амиан Марцелин, римски войник и историк от четвърти век, споменава: „cataphracti equites (quos clibanarios dictitant)“ – „катафтактска кавалерия, която те редовно наричат Clibanarii“ (което означава, че clibanarii е чужд термин, който не се използва в класическия латински).